# N-610
La N-610 es una carretera nacional española, que une Palencia con Benavente. Esta carretera forma un importante eje de comunicación este-oeste muy útil para unir el norte de Portugal y el sur de Galicia con el País Vasco y el sur de Francia, por lo que será desdoblada en su totalidad recibiendo la nomenclatura de A-65.
Enlaces de la  A-65   N-610  en Benavente:
- A-6   N-6  Madrid - La Coruña
- A-66   N-630  Gijón - Sevilla
- A-52   N-525  Benavente - Santiago de Compostela

Enlaces de la  A-65   N-610  en Palencia:
- E-80   A-62   N-620  Burgos - Portugal
- A-67   N-611  Palencia - Santander

- Datos: Q6036726